# Polyblastus townesi
Polyblastus townesi är en stekelart som beskrevs av Dmitriy R. Kasparyan 1993. Polyblastus townesi ingår i släktet Polyblastus och familjen brokparasitsteklar. Inga underarter finns listade i Catalogue of Life.